# Västergötland
Västergötland je jedna z 25 tradičních neadministrativních švédských provincií (švédsky landskap), nacházející se v jihozápadním Švédsku.
Hlavním městem Västergötlandu je Göteborg, druhé největší město Švédska, které leží u úžiny Kattegat. Provincie hraničí s Bohuslänem, Dalslandem, Värmlandem, Närke, Östergötlandem, Smålandem a Hallandem, stejně jako s dvěma největšími švédskými jezery Vänernem a Vätternem. Korunní princezna Viktorie Švédská je vévodkyní z Västergötlandu.

## Administrativa
Švédské provincie neplní žádnou administrativní funkci. Tuto funkci plní švédské kraje. Od 17. století až do 31. prosince 1997 byl Västergötland rozdělen na kraje Skaraborg, Älvsborg a Göteborg a Bohuslän. Od 1. ledna 1998 je téměř celá provincie v nově vytvořeném kraji Västra Götaland, s výjimkou obcí Habo a Mullsjö, které byly převedeny do kraje Jönköping, a menších částí provincie, které jsou v krajích Halland a Örebro.

## Heraldika
Västergötland získal svůj erb v době pohřbu krále Gustava I. Vasy v roce 1560.

## Geografie

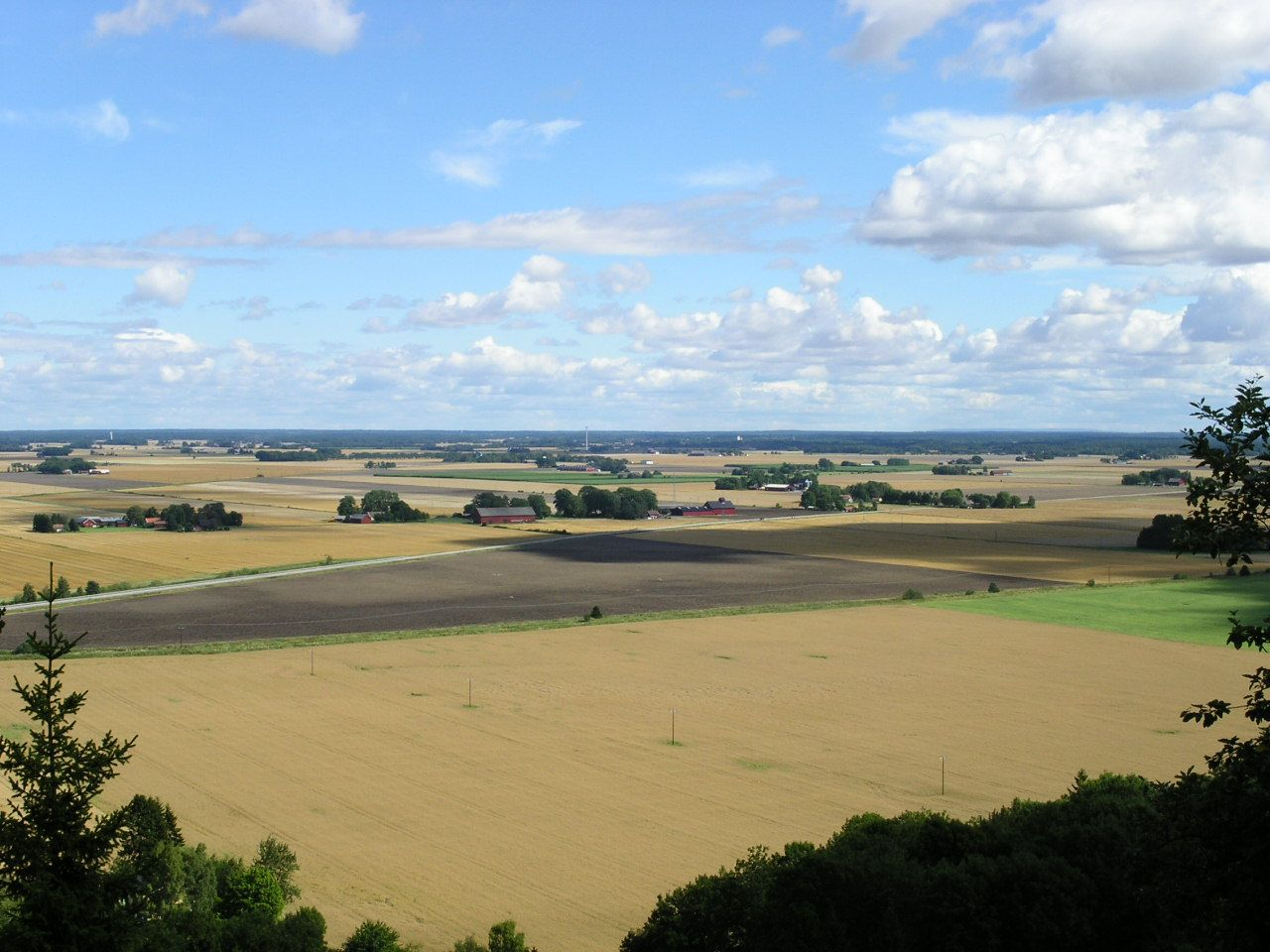
Letní zemědělská krajina kolem Flo, jižně od Vänernu. Tyto pláně jsou součástí Středošvédské nížiny.

Jižní a východní části provincie dominují kopce, patřící do Jihošvédské vysočiny. Severní a západní části provincie spadají pod Středošvédskou nížinu.
Podél Kattegatu leží souostroví obvykle známé jako Göteborské souostroví. Jeho jižní část, patřící do obce Göteborg, je součástí Västergötlandu.
Severozápadní hranici vymezuje největší švédské jezero Vänern a severovýchodní hranici druhé největší švédské jezero Vättern. V rámci provincie je pobřeží jezera Vänern dlouhé 330 kilometrů a jezera Vättern 130 km. Největší řekou je Göta, která teče z Vänernu k východnímu pobřeží do úžiny Kattegat; podél řeky se po staletí rozkládalo několik významných měst.
Průměrné srážky jsou 900 mm v blízkosti pobřeží a 600 mm v rovinách. Průměrná teplota je −1 °C v lednu a 15 °C v červenci.
Nejvyšší horou je s 362 m n. m. Galtåsen. Na území provincie se nachází národní parky Tiveden a Djurö.

## Populace
K 31. prosinci 2016 žilo ve čtyřech krajích Västergötlandu 1 328 128 obyvatel.
| Kraj                       | Počet obyvatel |
| -------------------------- | -------------- |
| část kraje Västra Götaland | 1 305 659      |
| část kraje Jönköping       | 18 812         |
| část kraje Halland         | 2 126          |
| část kraje Örebro          | 1 531          |

## Dějiny

### Pravěk a středověk
Ve Västergötlandu je mnoho starověkých pozůstatků. Mezi nejvýznamnější z těchto pozůstatků patří dolmeny z kultury s nálevkovitými poháry v okolí Falköpingu jižně od jezera Vänern. Finnestorp, poblíž Larvu, byl v době železné obětním místem.
Obyvatelé Västergötlandu, Géaté, se objevují ve spisech Řeka Ptolemaia a v 6. století v Jordanově díle. Provincie Västergötland představuje srdce Götalandu, kdysi nezávislého drobného království s dlouhou řadou géatských králů. Ti jsou popsáni především v zahraničních zdrojích (franských) a prostřednictvím legend. Je možné, že v době příchodu mnicha Ansgara do Švédska v 9. století měl Västergötland stejného krále jako zbytek Švédska, ale jak datum, tak povaha jeho začlenění do švédského království je předmětem mnoha debat. Někteří jej datují již do 6. století na základě švédsko-géatských válek v eposu Beowulf; jiní jej datují až do 12. století.

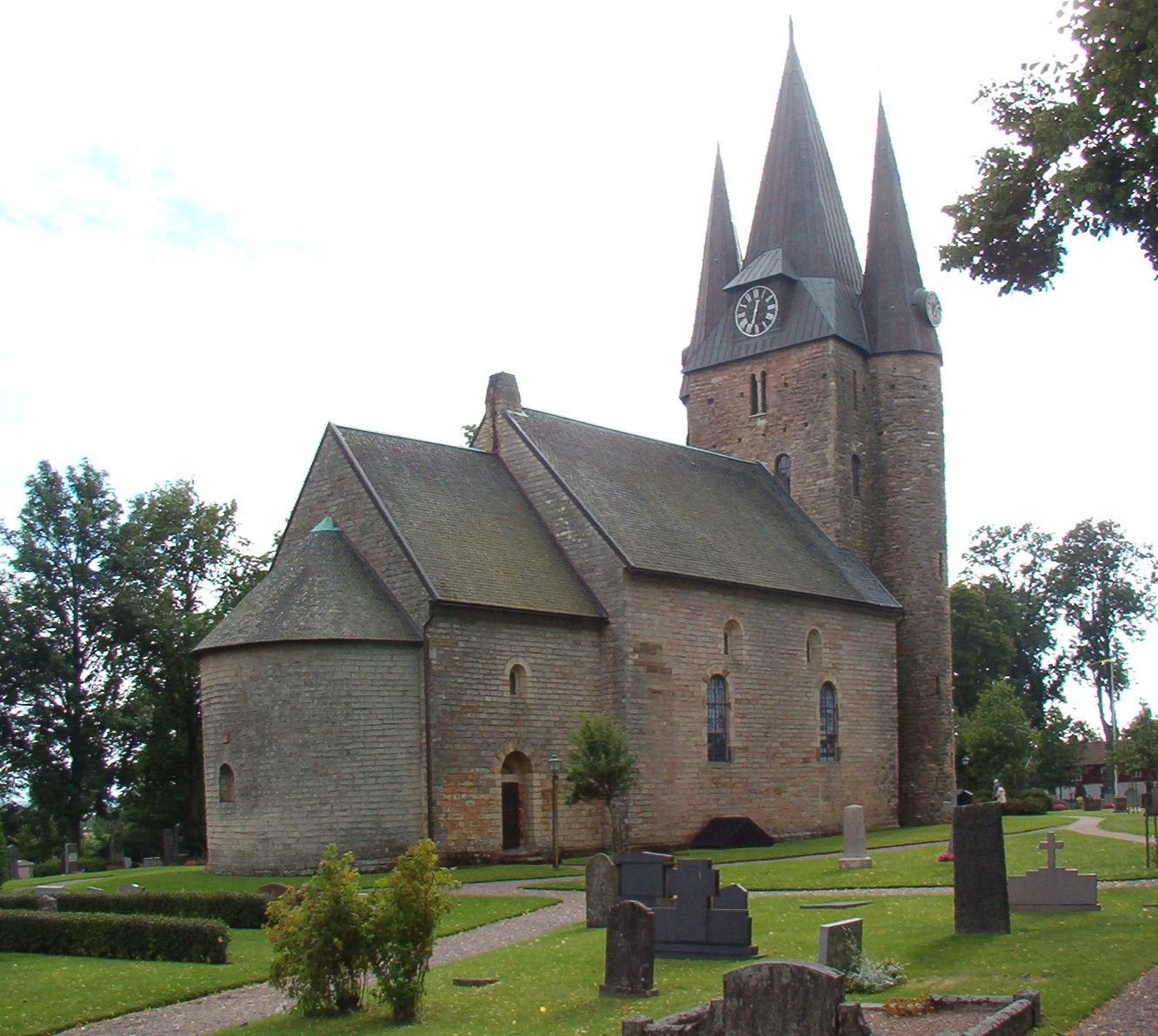
Kostel v Husaby

Västergötland byl zpočátku silně ovlivňován Britskými ostrovy a je obecně považován za vstupní bránu křesťanství do Švédska. Nedávné vykopávky ve Varnhemu naznačují, že alespoň jeho střední části byly v 9. století křesťanské. Předpokládá se, že král Olof Skötkonung přijal křest v Husaby, poblíž jezera Vänern, kolem roku 1000. Nicméně, christianizace se setkala s těžkým odporem ve zbytku jeho království, a tak Olof musel omezit křesťanské aktivity na Västergötland. Křesťanská víra se šířila a v době, kdy byl ve 13. století sepsán zemský zákon Västgötalagen, bylo ve Västergötlandu 517 kostelů. Zdá se, že sídlem diecéze této oblasti bylo původně město Husaby, ale od roku 1150 to byla Skara (jen asi 20 kilometrů jižně).
Od zvolení krále Stenkila v 11. století soupeřily švédské a géatské dynastie o kontrolu nad Švédskem. Několikrát byl Västergötland na Švédsku nezávislý. V pozdějších letech byla oblast postupně připoutávána těsněji ke Švédskému království.
Västergötland často válčil i s územími mimo Švédsko. Oblast ležící podél hranic Dánska (Skåneland) a Norska (Bohuslän) byla často zapojována do ozbrojených sporů a napadána nepřátelskými armádami.
Mezi jedny z nejranějších bitev patří bitva u Älgaråsu (1205), bitva u Leny (1208), bitva u Hovy (1275), bitva u Gälakvistu (1279) a bitva u Falköpingu (1389). Následně Švédsko několik století válčilo s Dánskem.
V roce 1658 byly stanoveny současné hranice Švédska, když Švédsko anektovalo jak Skåneland, tak Bohuslän. Västergötland byl tak méně exponovaný, protože byl dále od hranic. Přímořské bitvy na konci skånské války v 70. letech 17. století byly posledními bitvami na území Västergötlandu.

### 16. století a poté
V roce 1634 byla provincie modernizována zřízením dvou krajů; Skaraborku (s hlavním městem Skara) a Älvsborku (hlavní město nejprve v Göteborgu, ale po roce 1679 ve Vänersborgu).

## Kultura

### Jazyk
Ve Västergötlandu se mluví švédsky.

### Památky

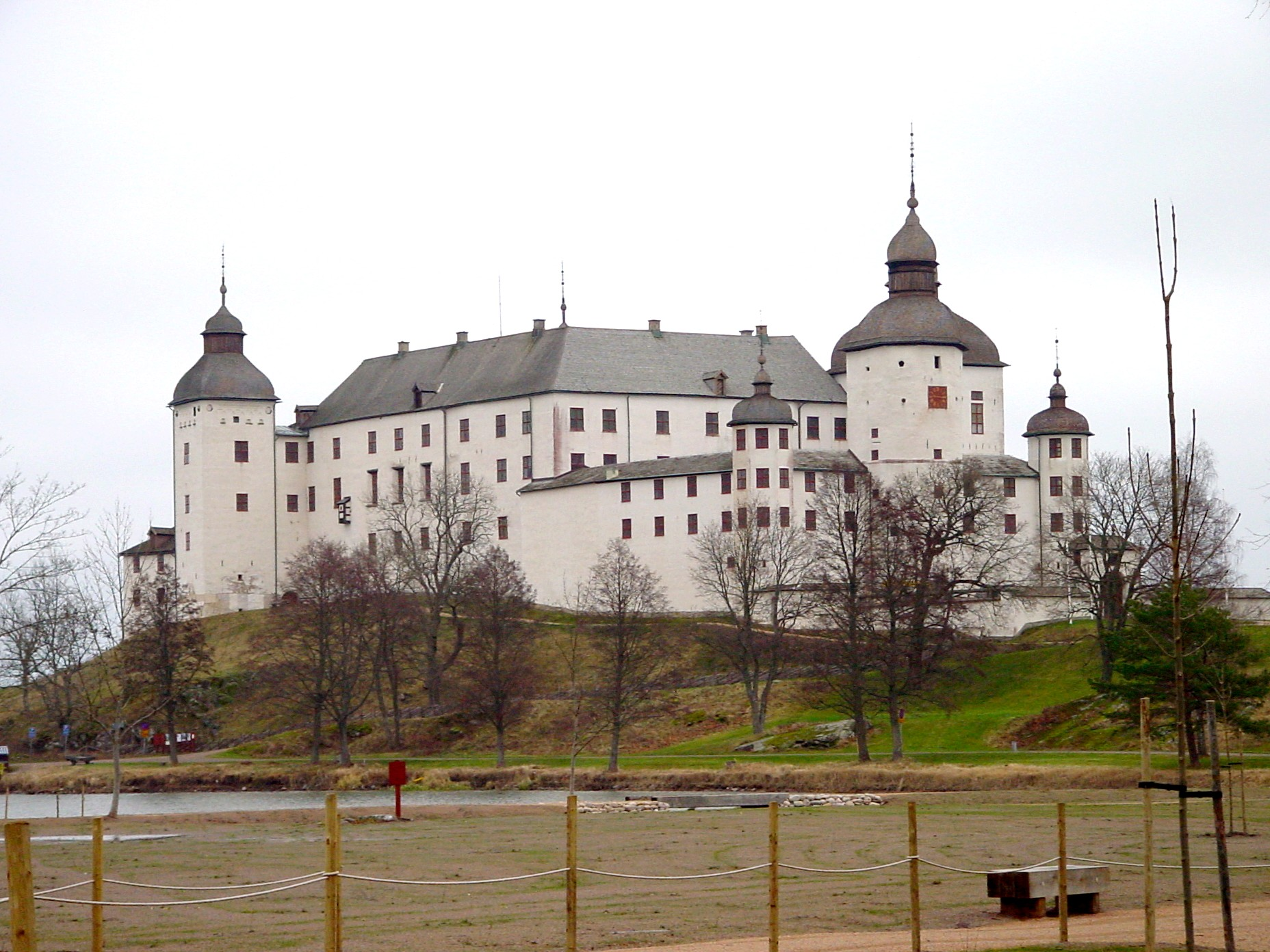
Zámek Läckö

Zámek Läckö se nachází na ostrově Kållandsö na jezeře Vänern. Je obecně považován za jeden z nejkrásnějších švédských barokních zámků. Na ostrově byla k roku 1298 pevnost, stavba zámku však byla zahájena již v roce 1615 pod dohledem nejprve Jacoba De la Gardie a poté dokončena jeho synem Magnusem Gabrielem de la Gardie.
Pevnost Karlsborg, největší pevnost v Evropě, se nachází ve městě Karlsborg.
Ve Västergötlandu se nachází panství Bjurum, jedno z největších švédských panství.

## Setniny
Švédské setniny byly podřízenými celky švédských provincií až do počátku 20. století. Několik setnin Västergötlandu bylo popsáno již v prvním psaném provinčním zákoně (Västgötalagen) ve 13. století. Setniny Västergötlandu byly:
- Ale
- Askim
- Barne
- Bjärke
- Bollebygd
- Východní Hisingen
- Flundre
- Frökind
- Gudhem
- Gäsene
- Kåkind
- Kålland
- Kind
- Kinne
- Kulling
- Laske
- Mark
- Mo
- Redväg
- Skånings
- Vadsbo
- Valle
- Vartofta
- Veden
- Vilske
- Viste
- Väne
- Vätle
- Ås
- Åse

## Města
Švédská města byla dříve entitami s určitými výsadami. Dnes jsou to obce.
- Alingsås (1619)
- Borås (1622)
- Falköping (přibližně 1200)
- Göteborg (1621)
- Hjo (přibližně 1400)
- Lidköping (1446)
- Mariestad (1583)
- Mölndal (1922)
- Skara (přibližně 988)
- Skövde (přibližně 1400)
- Tidaholm (1910)
- Trollhättan (1916)
- Ulricehamn (přibližně 1400)
- Vänersborg (1644)

Největší město Göteborg leží u západního pobřeží a nachází se v něm významný přístav.

## Sport
V provincii působí Västergötlands Fotbollförbund, organizace Švédské fotbalové asociace.